# Anton Berger (Bildhauer)
Anton Berger (* 13. Mai 1935 in München) ist ein deutscher Metallbildhauer.

## Leben und Wirken
Anton Berger studierte in den Jahren 1958 bis 1962 an der Akademie der bildenden Künste in München Bildhauerei und Plastik in der Klasse von Franz Rickert. Nach dem Abschlussdiplom begann er mit der künstlerischen Betätigung und übernahm Lehraufträge an der Staatlichen Fachschule für Glas und Schmuck Kaufbeuren und am Berufspädagogischen Institut in München. 1964 erfolgte die Berufung nach Köln als Professor für Metallbildhauerei an die Kölner Werkschulen. In seiner künstlerischen Arbeit konzentrierte er sich 1966 bis 1980 auf kinetische Plastiken und schuf filigrane Metallobjekte, sowie wind- und wassergetriebene Maschinenskulpturen.
1971 wurden die Kölner Werkschulen in die neu gegründete Fachhochschule Köln integriert und Berger wirkte dort als Leiter des Fachbereichs Kunst und Design. Er perfektionierte dort seine Metallgeräte.
Aus der Fachhochschule entstand die TH Köln, mit der KISD (Köln International School of Design). Dort hatte Berger von 1991 bis 1995 die Professur für Metall und Design. Seit 2001 ist er emeritiert.

## Ausstellungen
- 1965: Junge Künstler der Akademie München. Haus der Kunst, München[1]

## Werke im öffentlichen Raum
- Windmühle / Säbeldrachen, Bundesgartenschau 1971, Rheinpark Köln, 1971[6]
- Windnadel, Bundesgartenschau 1971, Rheinpark Köln[7]
- Gegenläufiger Rotor, Bundesgartenschau 1971, Rheinpark Köln[7]
- Windplastiken, Bundesgartenschau 1971, Rheinpark Köln[7]
- Maschinentanz (mit Gerhard Lenzen, Michael Wolf), Bundesgartenschau 1971, Rheinpark Köln[7]